# Bogdan Stoytchev
Bogdan Ivanov Stoychev, né le 2 mars 1985, est un coureur cycliste bulgare.

## Biographie
En 2005, Bogdan Stoychev est sélectionné en équipe de Bulgarie pour disputer le championnat du monde du contre-la-montre, à Madrid. Il est cependant interdit de départ en raison de valeurs sanguines anormales, tout comme son compatriote Ivaïlo Gabrovski,. L'année suivante, il se classe notamment septième du Tour de Grèce, sous les couleurs de l'équipe continentale Club Bourgas. 
En 2007, il devient champion de Bulgarie du contre-la-montre espoirs et termine sixième du Tour de Bulgarie. En 2009, il court sous les couleurs de l'équipe Heraklion-Nessebar, à licence grecque. Mi-février, il prend la sixième place du Tour d'Égypte, remporté par son coéquipier Christoph Springer.

## Palmarès
- 2006
  - 5eb étape du Tour de Bulgarie (contre-la-montre par équipes)
  - 2e du championnat de Bulgarie du contre-la-montre espoirs
- 2007
  -  Champion de Bulgarie du contre-la-montre espoirs
  - 3e du championnat de Bulgarie du contre-la-montre
- 2008
  - 2e du championnat de Bulgarie du contre-la-montre
- 2017
  - 3e du championnat de Bulgarie du contre-la-montre
- 2018
  - 2e du championnat de Bulgarie du contre-la-montre

## Classements mondiaux
| Année           | 2005   | 2006 | 2007 | 2008   | 2009 | 2010 | 2011 | 2012 | 2013 | 2014 | 2015 | 2016 | 2017   | 2018   |
| --------------- | ------ | ---- | ---- | ------ | ---- | ---- | ---- | ---- | ---- | ---- | ---- | ---- | ------ | ------ |
| UCI Europe Tour | 1 053e | 883e | 890e | 1 060e |      |      |      |      |      |      |      |      | 1 103e | 1 101e |